# Гендлі (Західна Вірджинія)
Гендлі (англ. Handley) — місто (англ. town) в США, в окрузі Кенова штату Західна Вірджинія. Населення — 223 особи (2020).

## Географія
Гендлі розташоване за координатами 38°11′28″ пн. ш. 81°22′29″ зх. д. / 38.19111° пн. ш. 81.37472° зх. д. (38.191015, -81.374818).  За даними Бюро перепису населення США в 2010 році місто мало площу 2,52 км², з яких 2,47 км² — суходіл та 0,05 км² — водойми.

## Демографія
Згідно з переписом 2010 року, у місті мешкало 349 осіб у 131 домогосподарстві у складі 92 родин. Густота населення становила 139 осіб/км².  Було 156 помешкань (62/км²).
Расовий склад населення:
| - 89,7 % — білих - 6,3 % — чорних або афроамериканців |

До двох чи більше рас належало 4,0 %. Частка іспаномовних становила 0,6 % від усіх жителів.
За віковим діапазоном населення розподілялося таким чином: 25,2 % — особи молодші 18 років, 57,0 % — особи у віці 18—64 років, 17,8 % — особи у віці 65 років та старші. Медіана віку мешканця становила 36,3 року. На 100 осіб жіночої статі у місті припадало 106,5 чоловіків;  на 100 жінок у віці від 18 років та старших — 100,8 чоловіків також старших 18 років.
Середній дохід на одне домашнє господарство  становив 47 872 долари США (медіана — 35 250), а середній дохід на одну сім'ю — 54 593 долари (медіана — 42 500). Медіана доходів становила 32 500 доларів для чоловіків та 22 109 доларів для жінок. За межею бідності перебувало 29,3 % осіб, у тому числі 48,3 % дітей у віці до 18 років та 15,2 % осіб у віці 65 років та старших.
Цивільне працевлаштоване населення становило 108 осіб. Основні галузі зайнятості: освіта, охорона здоров'я та соціальна допомога — 35,2 %, публічна адміністрація — 13,9 %, науковці, спеціалісти, менеджери — 9,3 %, транспорт — 6,5 %.